# Гуляницкий, Григорий
Григорий Гуляницкий (укр. Григорій Гуляницький; ? — 1679) — нежинский полковник, соратник гетмана Ивана Выговского. Стал известен в 1652 году после конфликта с Богданом Хмельницким, когда последний приговорил его к смерти. Однако Гуляницкому удалось скрыться и приговор остался неисполненным. После смерти Хмельницкого в 1657 году, Гуляницкий примкнул к Выговскому, проводящему полностью противоположную политику, ориентированную на Речь Посполитую. Участвовал в подавлении восстания Барабаша и Пушкаря. После заключения Выговским Гадячского договора с поляками в 1658 году, Гуляницкий воевал против запорожских казаков Ивана Серко.
В 1659 году возглавлял гарнизон Конотопа, осаждённый царской армией князя Алексея Трубецкого. Гуляницкий умело организовал оборону, однако ситуация становилась всё критичнее. Голод, дезертирства и ропот почти привели к сдаче города, однако в последний момент подоспело войско крымского хана и Выговского. В Конотопской битве оно сумело одержать победу над конными отрядами русской армии и заставило Трубецкого снять осаду.
В 1663 году Гуляницкий во главе посольства Павла Тетери убеждал польского короля и сейм предпринять поход против Левобережной Украины и Русского государства, закончившийся для поляков рядом поражений и тяжёлым зимним отступлением. В 1666 году Гуляницкий сражался в составе польского войска против гетмана Ивана Брюховецкого. По доносу был заключён поляками в крепость Мариенбург. В 1679 году расстрелян поляками.